# Ondres
Ondres (en francès Ondres) és un municipi francès situat al departament de les Landes i a la regió de la Nova Aquitània.

## Demografia
| 1962                                       | 1968  | 1975  | 1982  | 1990  | 1999  | 2007  |
| ------------------------------------------ | ----- | ----- | ----- | ----- | ----- | ----- |
| 1.419                                      | 1.523 | 2.073 | 2.704 | 3.100 | 3.646 | 4.328 |
| Des de 1962: població sense dobles comptes |       |       |       |       |       |       |

## Administració
| Període   | Identitat           | Partit |
| --------- | ------------------- | ------ |
| 1995-2001 | Patrick De Casanove |        |
| 2001-     | Bernard Corrihons   | PS     |

## Agermanaments
- La Rambla (Còrdova)